# Dystrykt Haveli
Dystrykt Haveli – dystrykt w północno-wschodnim Pakistanie w Azad Dżammu i Kaszmirze. W 1998 roku liczył ok. 112 000 mieszkańców. Siedzibą administracyjną dystryktu jest Forward Kahuta.